# Frank Hahn (Wirtschaftswissenschaftler)

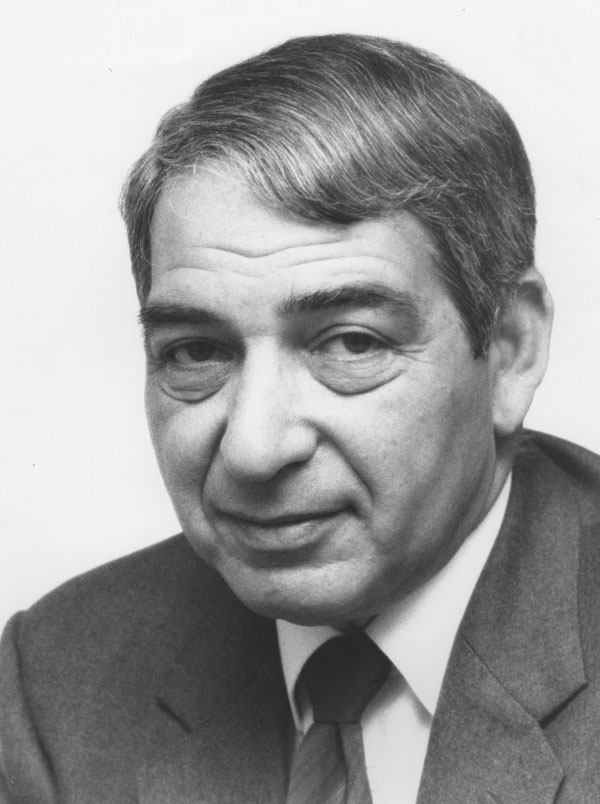
Frank Horace Hahn

Frank Horace Hahn (geboren 26. April 1925 in Berlin; gestorben 29. Januar 2013 in Cambridge) war ein deutschstämmiger britischer Wirtschaftswissenschaftler.

## Leben
Frank Hahns Eltern flohen 1933 in die Tschechoslowakei und von dort 1938 nach Großbritannien. Hahn war von 1943 bis 1945 Soldat in den tschechischen Exilstreitkräften und danach bis 1951 Soldat der British Army.
Bei Nicholas Kaldor und Lionel Robbins studierte er Wirtschaftswissenschaften an der London School of Economics. Als Lecturer gehörte er ab 1948 zum wissenschaftlichen Personal der University of Birmingham, ehe er 1960 an die University of Cambridge weiterzog. 1967 kehrte er an die London School of Economics zurück, wo er zum ordentlichen Professor berufen worden war. Fünf Jahre später wechselte er erneut zur University of Cambridge, wo er bis zu seiner Emeritierung 1992 blieb. 1990 bis 1996 war er Professor an der Universität Siena, wo er das Doktorenprogramm verantwortete. Italien blieb anschließend sein Hauptwohnsitz.
Hahn trug mit grundlegenden Arbeiten zum Verständnis und der Fortentwicklung der allgemeinen Gleichgewichtstheorie und der Geldtheorie bei. Ausgehend von der These John Richard Hicks’, ein ökonomisches Modell müsse möglichst viele Elemente des wirtschaftlichen Prozesses abbilden, setzte er sich mit den Möglichkeiten und Limiten der Theorien auseinander. Dabei erwies er sich als Kritiker aller wirtschaftswissenschaftlichen Schulen und versuchte, jeweils Schwächen zu identifizieren.
Beiträge leistete Hahn neben der Grundlage der allgemeinen Gleichgewichtstheorie insbesondere zu Stabilität von Gleichgewichten, der Geldtheorie in sequentiellen Ökonomien und der Berücksichtigung von Wirtschaftswachstum im Modell. In etlichen Arbeiten war er dabei Koautor renommierter Wissenschaftler, darunter finden sich Namen wie Kenneth Arrow, Robert M. Solow, Takashi Negishi oder Robin Matthews.
1968 diente Hahn als Präsident der Econometric Society sowie zwischen 1986 und 1989 als Präsident der Royal Economic Society. 1974 wurde er in die American Academy of Arts and Sciences gewählt, 1975 in die British Academy und 1988 in die National Academy of Sciences.
Frank Hahn verstarb am 29. Januar 2013 nach einer kurzen Erkrankung.